# ストーリー郡 (ネバダ州)
ストーリー郡（英: Storey County）は、アメリカ合衆国ネバダ州の郡である。2010年国勢調査での人口は4,010人であり、2000年からは18%増加した。郡庁所在地はバージニアシティである。
ストーリー郡はリノ・スパークス都市圏に属している。

## 歴史
ストーリー郡は1861年にネバダ準州が創設されたときの9郡の1つだった。郡名は1860年のピラミッド湖戦争で戦死したエドワード・ファリス・ストーリー大尉に因む命名だった。ネバダ州では面積最小の郡である。その小ささにも拘わらず、ネバダ準州が創設された1861年には最も人口が多い郡だった。バージニアシティは郡創設時から一貫して郡庁所在地である。郡創設時には、南北戦争で北軍の将軍であり、エイブラハム・リンカーンに対抗して大統領選挙に出馬し敗れたジョージ・マクレランに因んでマクレラン郡と名付ける筈だった。今日のストーリー郡は合法の売春で注目されている。2006年の一般選挙時に、大麻政策プロジェクトが発議し州全体で住民投票に付された大麻に課税し規制する法案に、ストーリー郡のみが賛成多数となった。

## 地理
アメリカ合衆国国勢調査局に拠れば、郡域全面積は264平方マイル (683 km2)であり、このうち陸地は263平方マイル (682 km2)、水域は0平方マイル (1 km2)で水域率は0.13%である。

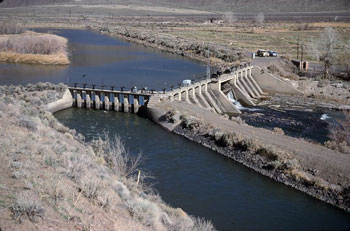
ダービー分水ダム

### 隣接する郡
- ワショー郡 - 北、西
- ライアン郡 - 南、東
- カーソンシティ - 南西の極小さな境界のみで接する

## 人口動態
以下は2000年国勢調査による人口統計データである。
| 基礎データ - 人口: 3,399人 - 世帯数: 1,462 世帯 - 家族数: 969 家族 - 人口密度: 5人/km2（13人/mi2） - 住居数: 1,596軒 - 住居密度: 2軒/km5（6/mi2） 人種別人口構成 - 白人: 93.00% - アフリカン・アメリカン: 0.29% - ネイティブ・アメリカン: 1.44% - アジア人: 1.00% - 太平洋諸島系: 0.15% - その他の人種: 1.68% - 混血: 2.44% - ヒスパニック・ラテン系: 5.12% 年齢別人口構成 - 18歳未満: 19.7% - 18-24歳: 4.7% - 25-44歳: 26.8% - 45-64歳: 35.7% - 65歳以上: 13.1% - 年齢の中央値: 44歳 - 性比（女性100人あたり男性の人口） - 総人口: 107.6 - 18歳以上: 103.1 | 世帯と家族（対世帯数） - 18歳未満の子供がいる: 21.8% - 結婚・同居している夫婦: 54.6% - 未婚・離婚・死別女性が世帯主: 7.5% - 非家族世帯: 33.7% - 単身世帯: 25.6% - 65歳以上の老人1人暮らし: 6.9% - 平均構成人数 - 世帯: 2.32人 - 家族: 2.74人 収入と家計 - 収入の中央値 - 世帯: 45,490米ドル - 家族: 57,095米ドル - 性別 - 男性: 40,123米ドル - 女性: 26,417米ドル - 人口1人あたり収入: 23,642米ドル - 貧困線以下 - 対人口: 5.8% - 対家族数: 2.5% - 18歳未満: 4.2% - 65歳以上: 4.8% |

## 都市と町

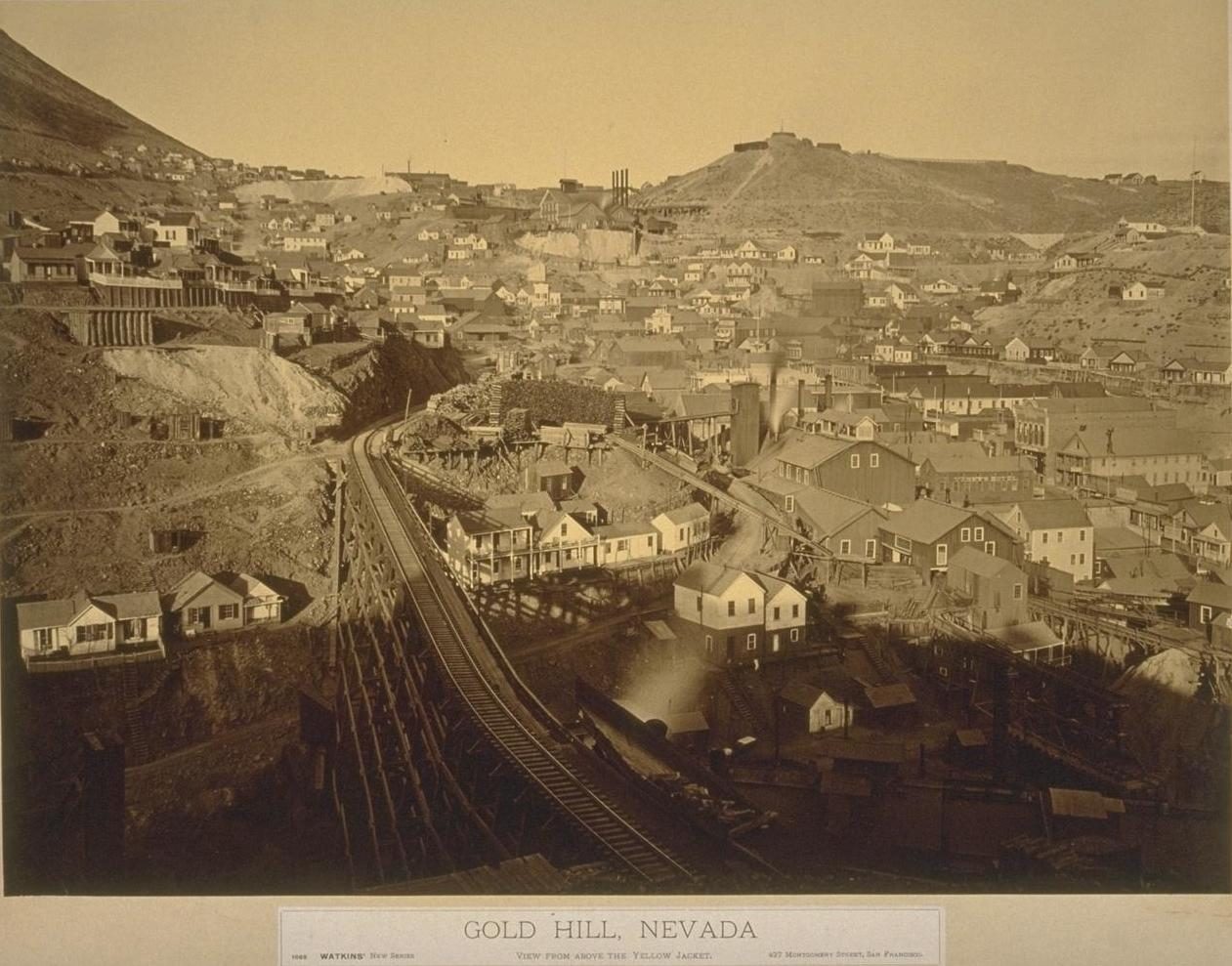
1870年代のゴールドヒル

- バージニアシティ（郡庁所在地）
- ゴールドヒル